# Роль (Во)
Роль (фр. Rolle) — місто  в Швейцарії у франкомовному кантоні Во, округ Ньйон.
Тут знаходиться відомий замок, що є національним надбанням Швейцарії.

## Географія
Місто розташоване на відстані близько 105 км на південний захід від Берна, 25 км на захід від Лозанни.
Роль має площу 2,7 км², з яких на 64,3% дозволяється будівництво (житлове та будівництво доріг), 29,4% використовуються в сільськогосподарських цілях, 5,5% зайнято лісами, 0,7% не є продуктивними (річки, льодовики або гори).

## Демографія
2019 року в місті мешкало 6249 осіб (+8,5% порівняно з 2010 роком), іноземців було 44%. Густота населення становила 2281 осіб/км².
За віковим діапазоном населення розподілялося таким чином: 26,8% — особи молодші 20 років, 58,1% — особи у віці 20—64 років, 15,2% — особи у віці 65 років та старші. Було 2512 помешкань (у середньому 2,3 особи в помешканні).
Із загальної кількості 4402 працюючих 65 було зайнятих в первинному секторі, 503 — в обробній промисловості, 3834 — в галузі послуг.

## Транспорт
В місті знаходиться залізнична станція, через яку проходить залізниця, що поєднує Женеву з Лозанною. Автобусами можливо також доїхати до сусідніх населених пунктів Глан та Алламан.

## Галерея зображень

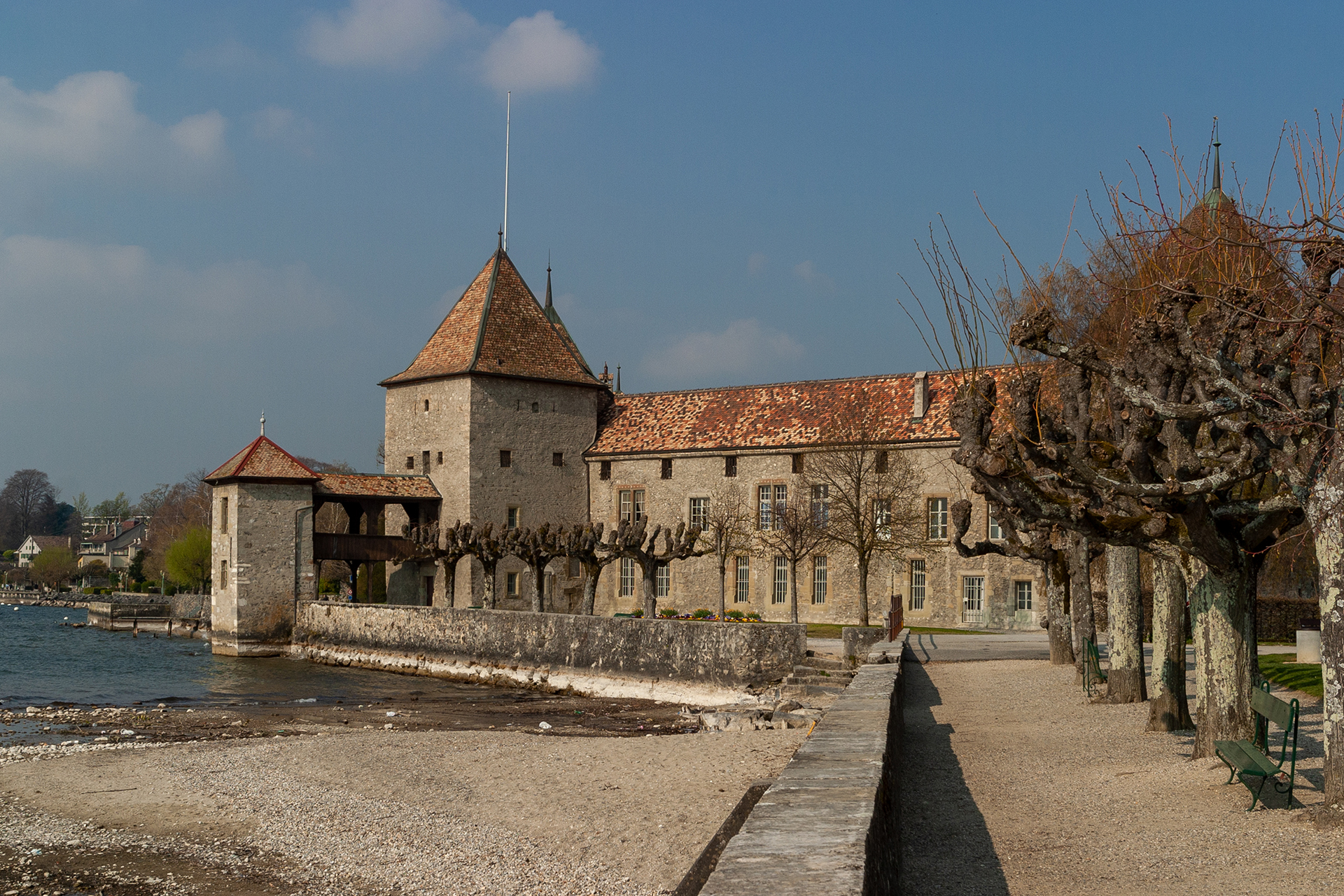
Замок Роля
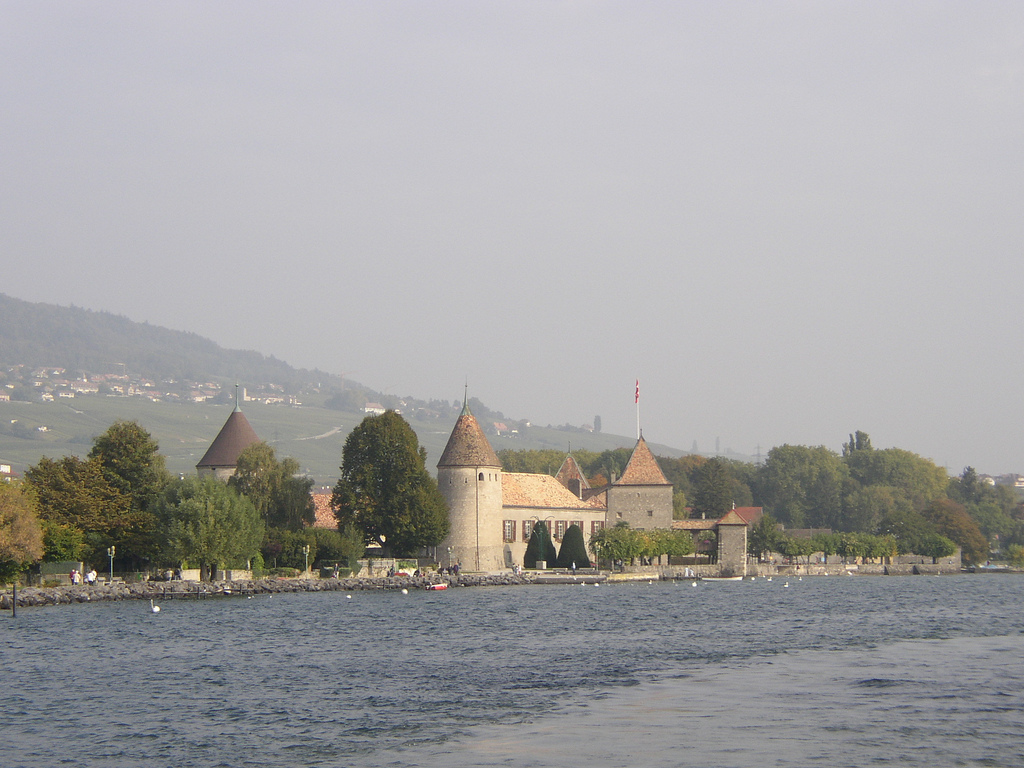
Вид на замок Роля з Женевського озера
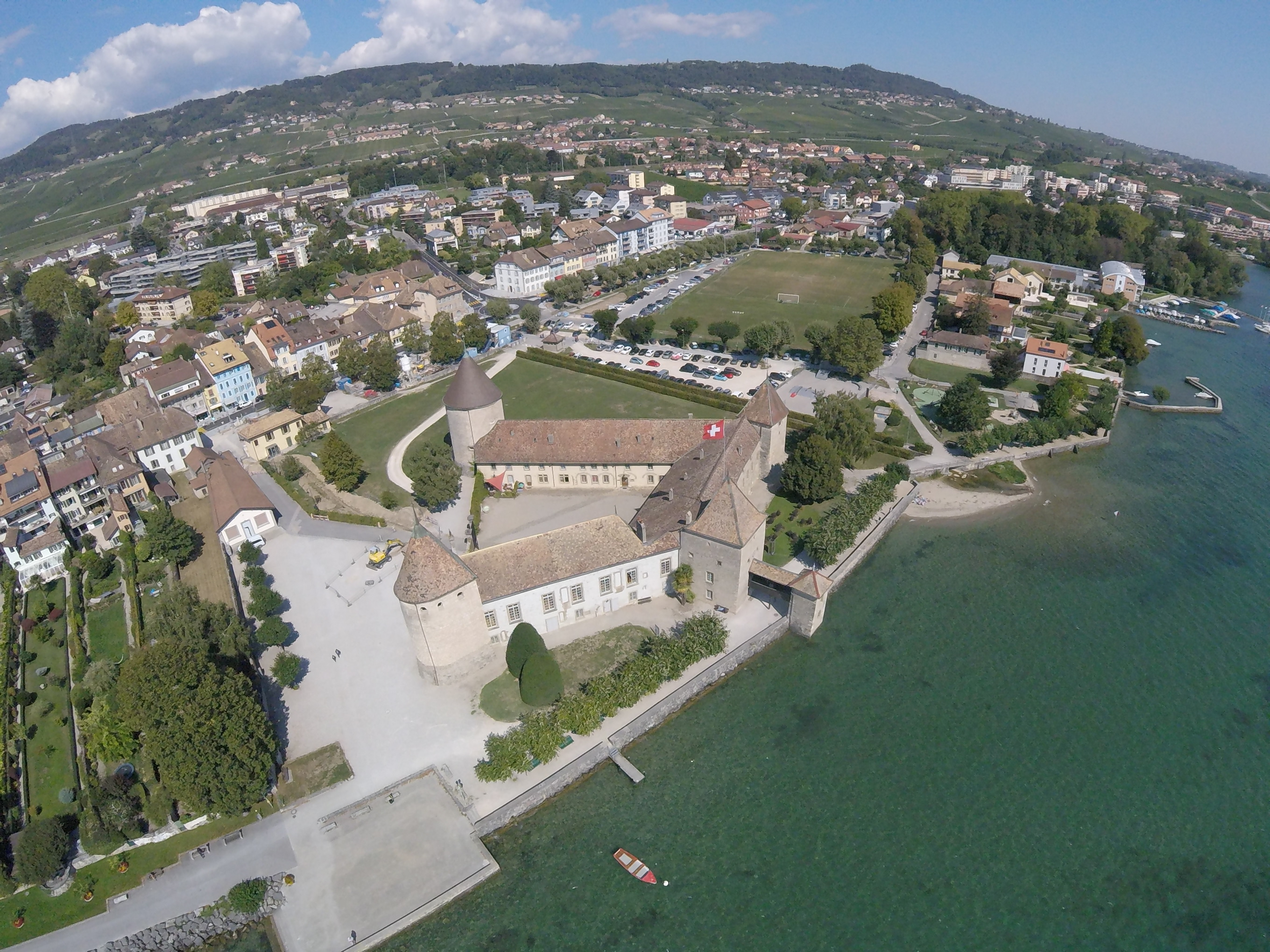
Вигляд замку Роля з повітря